# Sigismund von Reischach
Sigismund von Reischach (Vienna, 10 febbraio 1809 – Vienna, 13 novembre 1878) è stato un militare austriaco.

## Biografia

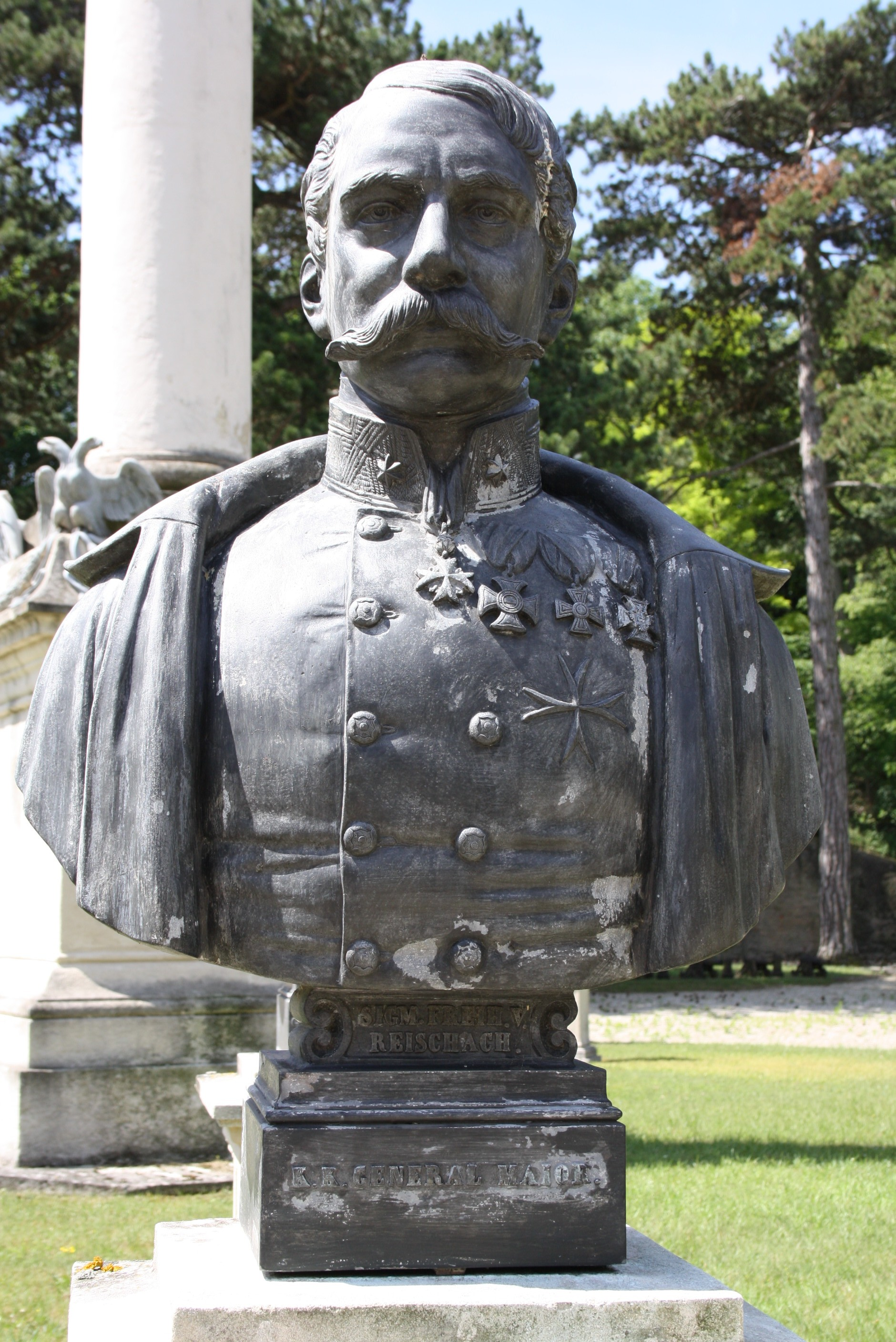
Busto del generale von Reischach

Sigismund von Reischach era membro di una famiglia aristocratica austriaca e suo padre era il feldmaresciallo luogotenente Judas Thadäus von Reischach. Sua madre era la contessa Maria Caroline Kollonitz von Kollograd.
Egli nacque a Vienna nel febbraio del 1809 e, intrapresa la carriera militare, già nel 1828 divenne Sottotenente destinato al 4º battaglione cacciatori. Nominato capitano nel 1835 ottenne il 2º reggimento di fanteria e ne venne nominato anche tesoriere. Il 18 giugno 1841 venne nominato Maggiore di fanteria e venne destinato al 21º reggimento, mentre nell'ottobre dello stesso anno venne spostato al 15º reggimento, con promozione al 9 settembre 1844 al grado di Colonnello Luogotenente. All'età di soli 37 anni, l'11 settembre 1846, divenne comandante del 7º reggimento di fanteria e fu presente in Italia per sedare le rivoluzioni scoppiate nel 1848. Qui egli partecipò alla guerriglia cittadina di Milano, dando prova di grande coraggio. Successivamente prese parte agli scontri di Santa Lucia e Montanara il 29 maggio di quell'anno, venendo nominato Colonnello. Per le vittorie conseguite venne nominato Cavaliere dell'Ordine Militare di Maria Teresa.
Nuovamente si distinse per coraggio nelle battaglie di Goito e Vicenza, ove venne ferito anche se non gravemente, al punto che poco dopo poté tranquillamente prendere parte agli scontri di Sona, Sommacampagna e Custoza. Dopo una seconda vittoriosa campagna contro il Piemonte, venne promosso Maggiore Generale il 30 aprile 1849 e ricevette il comando di una brigata del 1º corpo d'armata in Ungheria. Anche nella campagna ungherese del 1849 si distinse per coraggio personale, in particolare nella Battaglia di Komorn del 2 luglio di quell'anno ove fermò con le proprie truppe l'avanzata del nemico verso il Danubio, malgrado le opposte istruzioni ricevute dai propri superiori, catturando anche 60 prigionieri. Il 9 novembre 1853 venne nominato Feldmaresciallo Luogotenente ed ottenne il comando di una divisione del 6º corpo d'armata e, per volere dell'Imperatore, ottenne il 30 gennaio 1857 il comando del 21º reggimento di fanteria. Nella campagna del 1859 la coraggiosa divisione "Reischach" sconfisse per ben tre volte le truppe francesi lungo il Naviglio Grande ed i piemontesi nella battaglia di Terranova, alla confluenza tra il Sesia ed il Po. Reischach venne gravemente ferito da una pallottola che gli trapassò il femore nella Battaglia di Magenta ed ottenne per ricompensa la croce di Commendatore dell'Ordine Imperiale di Leopoldo ed il 28 febbraio 1873 ottenne la promozione a Feldmaresciallo.
Egli morì a Vienna il 13 novembre 1878.

## Ascendenza
|                                        |                                |                                        | Genitori                                |  |  | Nonni |  |  | Bisnonni                     |  |  | Trisnonni                     |  |
|                                        |                                |                                        |                                         |  |  |       |  |  | Judas Thaddäus von Reischach |  |  | Marquard Rudolf von Reischach |  |
|                                        |                                |                                        |                                         |  |  |       |  |  | Judas Thaddäus von Reischach |  |  | Marquard Rudolf von Reischach |  |
|                                        |                                | Maria Benigna von Hallwyl              |                                         |  |  |       |  |  | Judas Thaddäus von Reischach |  |  |                               |  |
| Judas Thaddäus von Reischach           |                                |                                        |                                         |  |  |       |  |  | Judas Thaddäus von Reischach |  |  |                               |  |
|                                        |                                | Maria Anna Agathe Ida von Bodman       | …                                       |  |  |       |  |  |                              |  |  |                               |  |
|                                        |                                | Maria Anna Agathe Ida von Bodman       | …                                       |  |  |       |  |  |                              |  |  |                               |  |
|                                        |                                | Maria Anna Agathe Ida von Bodman       | …                                       |  |  |       |  |  |                              |  |  |                               |  |
| Judas Thadäus von Reischach            |                                | Maria Anna Agathe Ida von Bodman       |                                         |  |  |       |  |  |                              |  |  |                               |  |
|                                        |                                | Franz Joseph Eusebius von Schauenburg  | Franz Joseph von Schauenburg            |  |  |       |  |  |                              |  |  |                               |  |
|                                        |                                | Franz Joseph Eusebius von Schauenburg  | Franz Joseph von Schauenburg            |  |  |       |  |  |                              |  |  |                               |  |
|                                        |                                | Franz Joseph Eusebius von Schauenburg  | Marie Régine de Thuillières             |  |  |       |  |  |                              |  |  |                               |  |
| Maria Gabrielle von Schauenburg        |                                | Franz Joseph Eusebius von Schauenburg  |                                         |  |  |       |  |  |                              |  |  |                               |  |
|                                        |                                | Maria Clara zu Rhein                   | Franz Konrad Christoph zu Rhein         |  |  |       |  |  |                              |  |  |                               |  |
|                                        |                                | Maria Clara zu Rhein                   | Franz Konrad Christoph zu Rhein         |  |  |       |  |  |                              |  |  |                               |  |
|                                        |                                | Maria Clara zu Rhein                   | Maria Ursula Regina von Reinach         |  |  |       |  |  |                              |  |  |                               |  |
| Sigismund von Reischach                |                                | Maria Clara zu Rhein                   |                                         |  |  |       |  |  |                              |  |  |                               |  |
|                                        | László Kollonitz von Kollograd | Lorinc Zay                             |                                         |  |  |       |  |  |                              |  |  |                               |  |
|                                        | László Kollonitz von Kollograd | Lorinc Zay                             |                                         |  |  |       |  |  |                              |  |  |                               |  |
|                                        | László Kollonitz von Kollograd | Maria Polyxena Kollonitz von Kollograd |                                         |  |  |       |  |  |                              |  |  |                               |  |
| Karl Joseph Kollonitz von Kollograd    | László Kollonitz von Kollograd |                                        |                                         |  |  |       |  |  |                              |  |  |                               |  |
|                                        |                                | Maria Eleonora Kollonitz von Kollograd | Johann Heinrich Kollonitz von Kollograd |  |  |       |  |  |                              |  |  |                               |  |
|                                        |                                | Maria Eleonora Kollonitz von Kollograd | Johann Heinrich Kollonitz von Kollograd |  |  |       |  |  |                              |  |  |                               |  |
|                                        |                                | Maria Eleonora Kollonitz von Kollograd | Elisabeth Benedikte von Waldstein       |  |  |       |  |  |                              |  |  |                               |  |
| Maria Caroline Kollonitz von Kollograd |                                | Maria Eleonora Kollonitz von Kollograd |                                         |  |  |       |  |  |                              |  |  |                               |  |
|                                        |                                | Friedrich Lorenz Cavriani              | Franz Karl Cavriani                     |  |  |       |  |  |                              |  |  |                               |  |
|                                        |                                | Friedrich Lorenz Cavriani              | Franz Karl Cavriani                     |  |  |       |  |  |                              |  |  |                               |  |
|                                        |                                | Friedrich Lorenz Cavriani              | Cäcilie Renata von Waldstein            |  |  |       |  |  |                              |  |  |                               |  |
| Maria Friederike Cavriani              |                                | Friedrich Lorenz Cavriani              |                                         |  |  |       |  |  |                              |  |  |                               |  |
|                                        |                                | Maria Rosalia von Stürgkh              | Georg Christoph von Stürgkh             |  |  |       |  |  |                              |  |  |                               |  |
|                                        |                                | Maria Rosalia von Stürgkh              | Georg Christoph von Stürgkh             |  |  |       |  |  |                              |  |  |                               |  |
|                                        |                                | Maria Rosalia von Stürgkh              | Maria Karola von Stadl                  |  |  |       |  |  |                              |  |  |                               |  |
|                                        |                                | Maria Rosalia von Stürgkh              |                                         |  |  |       |  |  |                              |  |  |                               |  |